# Pratinha
Pratinha é um município brasileiro do estado de Minas Gerais, Região Sudeste do país.

## Demografia
Sua população recenseada em 2022 era de 3 559 habitantes, de acordo com o Instituto Brasileiro de Geografia e Estatística (IBGE).

## História
- Fundação: 27 de dezembro de 1948 (76 anos)

## Geografia

### Hidrografia
Entre os seus cursos hídricos contam-se:
- Riberão do Inferno
- Riberão da Estiva[carece de fontes?]
- Rio Quebra Anzol
- Ribeirão da Prata

### Rodovias
- BR-262
- MG 796

## Administração
- Prefeito: John Wercollis de Morais (2017/2020)
- Vice-prefeito: Mozair Eurípedes Ferreira
- Presidente da câmara:  Ângelo Inácio da Silva (2017/2018)